# Nagaon (huyện)
Huyện Nagaon là một huyện thuộc bang Assam, Ấn Độ. Thủ phủ huyện Nagaon đóng ở Nagaon. Huyện Nagaon có diện tích 3831 ki lô mét vuông. Đến thời điểm năm 2001, huyện Nagaon có dân số 2315387 người.